# Assemblée générale de l'Uruguay
Pour les autres articles nationaux ou selon les autres juridictions, voir Assemblée générale (homonymie).
50e législature
Palais législatif
L'Assemblée générale de l'Uruguay (en espagnol : Asamblea General de Uruguay) est le parlement bicaméral de la république orientale de l'Uruguay.

## Composition
|                                                                                                 |  |  |
| Hémicycle de la Chambre des représentants (à droite) et de la Chambre des sénateurs (à gauche). |  |  |

L'Assemblée générale est composée d'une chambre haute, la Chambre des sénateurs (Cámara de Senadores), comprenant 30 sénateurs, et d'une chambre basse, la Chambre des représentants (Cámara de Representantes) de 99 députés. Les membres des deux chambres sont élus au suffrage universel direct pour un mandat de cinq ans.

## Siège
L'Assemblée générale siège au Palais législatif, situé à Montevideo.